# Tabela de página
Uma Tabela de Página é uma estrutura de dados usada pelo sistema de memória virtual para armazenar o mapeamento entre o endereço virtual e o endereço físico.